# Città Vecchia (Berna)

Mappa del centro storico di Berna

La Città Vecchia (in tedesco: Altstadt) è il centro storico di Berna, in Svizzera. Costruita tra il XII e il XV secolo su una stretta collina circondata su tre lati dal fiume Aare, la sua struttura è rimasta pressoché invariata nel tempo. Nonostante un grande incendio avvenuto nel 1405, a seguito del quale gran parte della città fu ricostruita in arenaria, e nonostante i notevoli sforzi di ricostruzione del XVIII secolo, il centro storico di Berna ha mantenuto tutt'oggi il suo carattere medievale.
La Città Vecchia ospita la cattedrale più alta della Svizzera insieme ad altre chiese, ponti e ad una vasta collezione di fontane risalenti al periodo rinascimentale. Oltre a numerosi edifici storici, anche le sedi del governo federale, cantonale e municipale sono situate nella Città Vecchia. Grazie al mantenimento del suo carattere medievale nel 1983 il centro storico di Berna è stato dichiarato dall'UNESCO come patrimonio culturale dell'umanità. Il centro storico di Berna è un eccellente esempio di fusione tra il mondo moderno e una realtà  medievale. Numerosi edifici della Città Vecchia sono stati designati come beni culturali svizzeri di importanza nazionale.